# Rijk der Göktürken
Het Rijk der Göktürken (552-745) was een van de grootste (Turkse) wereldrijken uit de geschiedenis. Op het hoogtepunt strekte de invloedssfeer van de Göktürken zich uit van de Chinese Muur tot aan de Zwarte Zee in wat vandaag de dag Oekraïne heet. Voorts was het in die periode een van de eerste keren dat de verschillende Turkse volkeren samenwerkten in plaats van elkaar te bestrijden in kleinere stamverbanden.

## Eerste Rijk der Göktürken 552-581

### Bumin (534-552)
De Göktürken waren nazaten van de Turkse Ashina-stam. Een van hun belangrijkste buren waren de Rouran, waar Anakei Khan het sinds ca. 520 voor het zeggen had. Bumin, de stamleider van de Göktürken en de latere heerser van zijn rijk, wilde met de dochter van Anakei trouwen, maar deze stond dat niet toe, waarna Bumin hem de oorlog verklaarde. Anakei verloor en maakte in 552 zelf een einde aan zijn leven, waarna Bumin het grondgebied van Anakei aan zijn rijk toevoegde. Hij heerste nu over een groot rijk, dat de geschiedenis in zou gaan als het rijk der Göktürken. Bumin riep zich uit tot Khan. Als vlag koos hij een wolvenkop met op de achtergrond een blauwe kleur. Hij stierf echter nog hetzelfde jaar. Zijn jongere broer was Istämi en kreeg de titel yabgu, onderkoning voor het westelijke deel.

### Issik Khan (552) en Mukan Khan (553-572)
Bumin werd opgevolgd door zijn oudste zoon Issik Khan. Zijn regeerperiode was echter kort en hij werd opgevolgd door zijn jongere broer, Mukan Khan. Nadat Mukan rond 560 de Kitan had verslagen, richtte hij zijn blik naar het oosten, waar in 557 de Noordelijke Wei-dynastie uiteen was gevallen in twee rijken: de Oostelijke - en Westelijke Wei-dynastie.

#### Istämi (551-576)
In 557 begonnen de Göktürken onder leiding van Istämi samen met de machtige Sassanidische sjah Khusro I een oorlog tegen de laatste restanten van de Hephthalieten, wier rijk rond 560 werd vernietigd. Hun val had tot gevolg dat de Avaren niet langer toegang tot Europa hadden. Istämi's grondgebied strekte zich nu formeel uit tot aan de Wolga. Tijdens zijn veldtocht zou Istämis gezegd hebben: "Eerst versla ik de Avaren, daarna de Hephthalieten" en dit gebeurde ook, want in 558 versloeg hij de Avaren, die hij liet deporteren naar het westen, en in 563 werden vervolgens ook de Hephtalieten verslagen. Rond deze tijd kwamen de Turken voor het eerst in contact met Europa. Afgezanten van Istämi werden ontvangen door de Byzantijnse keizer Justinianus I. Hij wilde dat zij hun Perzisch bondgenootschap ontbonden. 

### Tardu (576-603), Westelijk Rijk der Göktürken
Istämi's zoon, Tardu, volgde hem op na zijn dood in 576. Toen zijn neef Mukan Khan in 572 overleed, stelde hij diens jongere broer Arslan Tobo-Khan, die in het westen Taspar werd genoemd, aan als heerser over het Oostelijke Göktürken. Taspar profiteerde van de ondergang van het Tabgatsch- of Tabgaç-rijk, een van de belangrijkste stamverbanden die na de ineenstorting van het rijk van de Xiongnu in het oosten was ontstaan en nu in twee elkaar vijandelijke rijken uiteen was gevallen, toe te voegen aan zijn rijk. In 550 maakte in China de Oostelijke Wei-dynastie plaats voor de Noordelijke Qi-dynastie, terwijl het westelijke deel van het Wei-rijk in handen viel van de Noordelijke Zhou-dynastie (557-581). Taspar en Tardu speelden beide rijken tegen elkaar uit, waardoor de Tabgaç veelvuldig als vazallen van heerser wisselden. Ondanks de dreiging van hun Turkse buren, viel in 577 de Noordelijke Zhou, met steun van Chen, het Noordelijke Qi-rijk aan, waarna Qi in handen viel van Zhou. De Oost-Turken waren op weg een belangrijke macht te gaan worden, als de heersers Taspar, Tardu en de latere Abo Kagan door erfeniskwesties en de opkomst van het boeddhisme niet zouden hebben geleid tot een conflict. In 581 stierf Taspar onverwacht, waardoor er binnen de Oostelijke Göktürken een strijd losbrak om zijn opvolging, die flink werd aangewakkerd door de Chinese invloeden.
In 677, begonnen de Turken in samenwerking met de Tibetanen een militaire campagne tegen de Chinese Tang-dynastie. Zowel de Turken als Tibetanen werden teruggedrongen en twee jaar later verslagen (679). De Turkse leider werd gevangen genomen door de Chinezen en het gebied Tokman werd getransformeerd in een Chinese militaire basis.

## Tweede Rijk der Göktürken 681-745

### Kutluk Ilteris Khan (680-691)
50 jaar na de splitsing van het rijk (552) werd Karakhan Türgesh-Khan Idat Sah de leider van het de tweede Göktürkenrijk. Met een groep van 27 handlangers wist hij de volkeren voor zich te winnen en in opstand te komen.

Hij en zijn broer Bökö Chor stichtten nu het tweede Göktürkenrijk. In dit rijk speelde de Karlukkenstam een leidende rol, doordat de rest zich snel aan deze stam onderwierp. Hij is bekend geworden als "Kutluk Ilteris" en was als huurling in dienst van het Chinese leger geweest en was verantwoordelijk voor de ondergang van het Oost-Turkse rijk in 630. Dit nieuwe rijk veroverde de Aziatische steppen. 
Het leger van Idat Sah moest in 681 een zware nederlaag incasseren tegen de oprukkende Chinezen, maar dit deed geen afbreuk aan zijn persoonlijke succes. Vanaf 682 begon hij de met 16 elkaar verbonden Turkse stammen te herenigen. Een van zijn grootste bondgenoten vond hij in Tonyukuk, de leider van de verwante Aschina-clan, die hij benoemde tot "Apatar-Khan", de hoogste bevelhebber van de strijdkrachten. Tussen 683 en 687 onderwierp hij de meeste stammen van zijn oude rijk. Toen Idat Sah in 691 overleed, werd zijn broer Bökö door de Kuriltai gekozen. Hij nam de naam Kapagan Khan aan.

### Kapagan Khan (691-716)
Kapagan Khan (echte naam Bökö Chor) regeerde over zijn volkeren met ijzeren vuist. Rond 711 brak er opnieuw een opstand uit. In de oorlog tegen de Arabieren, die vanaf 705 door Centraal-Azië opstoomden, had hij minder succes. Bij Boechara werd zijn broer Kül-Tegin (de tweede zoon van Idat Sah) na een hevige strijd verdreven. Rond 715 ontstond er politieke onrust binnen het rijk. De Westelijke Oeigoeren maakten zich los van de Oostelijke Oğuzen. Haar eerste leider was Sulu Khan (717-734), die opnieuw strijd voerde tegen de Arabieren. In het oosten begonnen de Oğuzen naar het westen te trekken om neer te strijken in het gebied van de Oeigoeren. Daar vermengden beide aan elkaar verwante Turkenstammen zich. Kapagan Khan overleed in 716.

### Kutluq Bilge-Kül (716-734)
Na de dood van Kapagan dreigde er een nieuw gevaar. Idat Sah's tweede zoon benoemde zichzelf als khan van de Göktürken onder de naam Fugiuy-bogiu Kuchuk-Khan, maar in de Kuriltai werd niet hij, maar Kutluq Bilge-Kül (een andere zoon van Idat Sah) tot khan uitgeroepen. Hij benoemde Tonyukuk Apartar-Khan en Kül-Tegin als adviseurs, waarmee de vrede in de twee rijken formeel werd hersteld. Met deze heersers begon ook de eigenlijke opkomst van de Oeigoeren.
De net regerende Kutluq Bilge-Kül vernieuwde zijn krijgstactiek met succes: alleen de beste strijders werden opgenomen in zijn leger. De beste schutters mochten witte valkenveren aan hun helm dragen. Met slimme tactieken en een streng gedisciplineerd leger bestormden ze hun vijand. Daarbij droegen ze een uitrusting van hard leer of metaal. Kutluq Bilge-Kül huurde ook soldaten van andere volkeren, zoals de Mongolen, Tangoeten en Chinezen.
Kutluq Bilge-Kül breidde vanaf 717 zijn machtsgebied steeds verder uit: op het hoogtepunt strekte zijn land zich uit van de Zwarte Zee tot aan het einde van de Chinese vasteland. Ook de stammen van het Toela-gebied wist hij ten slotte aan zijn rijk toe te voegen, wat zijn voorgangers Idat en Kapagan niet was gelukt. Het rijk van Kutluq Bilge-Küls besloeg nu ca. 18 miljoen km² en omvatte feitelijk het gebied dat door de Xiongnu was opgeëist. 's Zomers trok Kutluq Bilge-Kül met zijn leger door de noordelijke steppen en 's winters trok hij naar het zuiden.
Bilge-Küls adviseur Kül-Tegin overleed in 731. In 734 overleed ook Bilge-Kül zelf, en nog in hetzelfde jaar kwam de laatste overgebleven adviseur, Tonyukuk, door vergiftiging om het leven. Het ging na Bilge-Küls overlijden steeds slechter met het imperium. De oorzaak is waarschijnlijk de terugtrekking van de Oğuz-stam uit het bondgenootschap.
Na de dood van kutluq Bilge-Kül Khan volgde een reeds nieuwe leiders elkaar op:
- Yiran (734)
- Yollyg-Tegin Izhan-Khan (734-739)
- Bilge Kutluq-Tengri (739-741)
- Siuan Khan (741)

### Ozmysh Khagan (741-744)
Ozmysh Khan dacht de macht na Siuan Khans dood naar zich toe te kunnen trekken. Onder de naam "Wusumishi" nam hij de titel van Khagan aan, maar als heerser was hij niet populair. Vooral de stammen in het westen verafschuwden hem en de Basmil golden als zijn grootste vijanden. In 744 verenigden de Karluken, de Basmil en Oghuzen zich en vielen ze Ozmysh aan. Bij de gevechten sneuvelde hij, waarmee er een eind kwam aan het tweede Rijk der Göktürken.

### Bomei-Tegin Khan (744-745)
Toen Ozmysh Khagan in 744 werd vermoord, volgde Bomei-Tegin Khan zijn broer op. Hij probeerde nog als "Bomei Khagan" het rijk te redden, maar hij werd in 745 door de Oeigoeren vermoord. De Karluken, Basmil en Oghuzen stichtten nu in het gebied van het oostelijke Göktürken een eigen land, wier rijk ook bekendstaat als het Oeigoerse Rijk.